# Teiușu (okręg Giurgiu)
Teiușu – wieś w Rumunii, w okręgu Giurgiu, w gminie Isvoarele. W 2011 roku liczyła 262 mieszkańców.